# Myślenice
Myślenice est une ville de la voïvodie de Petite-Pologne, en Pologne. Elle est le chef-lieu du powiat de Myślenice et de la gmina de Myślenice.

## Histoire
Depuis le premier partage de la Pologne en 1772 jusqu'en 1918, la ville fait partie de la monarchie autrichienne (empire d'Autriche), puis Autriche-Hongrie (Cisleithanie après le compromis de 1867), chef-lieu du district de même nom, l'un des 78 Bezirkshauptmannschaften en province (Kronland) de Galicie.

## Jumelages
La ville de Myślenice est jumelée avec :
- Lüdenscheid (Allemagne)
- Bełchatów (Pologne)
- Tinqueux (France)
- Csopak (Hongrie)
- Dahlonega (États-Unis)

## Personnalités
- Anna Maniecka-Dejner (1962-),athlète polonaise, coureuse de haies et entraîneuse d'athlétisme, est née à Myślenice.